# British Columbia Highway 99
A Autoestrada 99, também conhecida como Sea to Sky Highway, está localizada na província de Colúmbia Britânica no Canadá, é a principal Autoestrada no sentido norte-sul que atravessa a área da grande Vancouver a partir da fronteira dos Estados Unidos até a comunidade de Lillooet, e se conecta à Rodovia 97 ao norte de Cache Creek.
O nome da rodovia deriva da antiga rota 99 dos Estados Unidos, com a qual era ligada na fronteira entre o Canadá e os Estados Unidos.